# Tolomeo VIII
Tolomeo Evèrgete Trifóne, detto il Fiscone, (in greco antico: Πτολεμαῖος Εὐεργέτης Τρύφων Φύσκων?, Ptolemàios Euerghètēs Trýphōn Phýskōn; 182-181 a.C. – 28 giugno 116 a.C.), noto fino al 133 a.C. semplicemente come Tolomeo Evergete e chiamato nella storiografia moderna Tolomeo VIII o Tolomeo Evergete II (per distinguerlo da Tolomeo III Evergete), è stato un faraone egizio appartenente al periodo tolemaico.
Fu collega del fratello Tolomeo VI Filometore, come faraone, dal 170 a.C. al 164 a.C., re di Alessandria d'Egitto nel 169 a.C., unico sovrano negli anni 164-163 a.C. e re della Cirenaica dal 163 al 145 a.C.

## Biografia

### Origini familiari
Tolomeo era nato all'interno della dinastia tolemaica, terzo e ultimo figlio di Tolomeo V Epifane e Cleopatra I Sira; i suoi nonni paterni erano quindi Tolomeo IV Filopatore e Arsinoe III, mentre quelli materni erano l'imperatore seleucide Antioco III il Grande e Laodice III. Non aveva zii paterni, mentre quelli materni erano Antioco, Laodice IV e Seleuco IV Filopatore, Ardys, Antiochide (moglie di Ariarate IV di Cappadocia) e Antioco IV Epifane. Aveva due fratelli maggiori: Tolomeo VI Filometore e Cleopatra II.

### Giovinezza (181/182-170 a.C.)
Nel 180 a.C. Tolomeo V fu ucciso e salì al trono Tolomeo VI, sotto la reggenza della madre Cleopatra I. Nell'aprile del 176 a.C. Tolomeo VI sposò la sorella Cleopatra II e pochi mesi dopo la madre. Nel 170 a.C., Tolomeo VI associò al trono sia la sorella-moglie che il fratello minore Tolomeo VIII. in quello stesso anno, però, l'Egitto fu attaccato dal sovrano dell'impero seleucide Antioco IV Epifane, che catturò anche Tolomeo VI e occupò l'intero Paese, esclusa la sola città di Alessandria. Antioco concesse a Tolomeo Filometore di continuare a regnare, ma come sovrano fantoccio. Nel medesimo periodo, il popolo di Alessandria scelse il fratello Tolomeo Evergete come sovrano. L'Evergete era popolarmente noto come Φύσκων (Phýskōn), che significa "grassone", "pancione", a causa della sua obesità.

### Il governo congiunto di Tolomeo VI e Tolomeo VIII

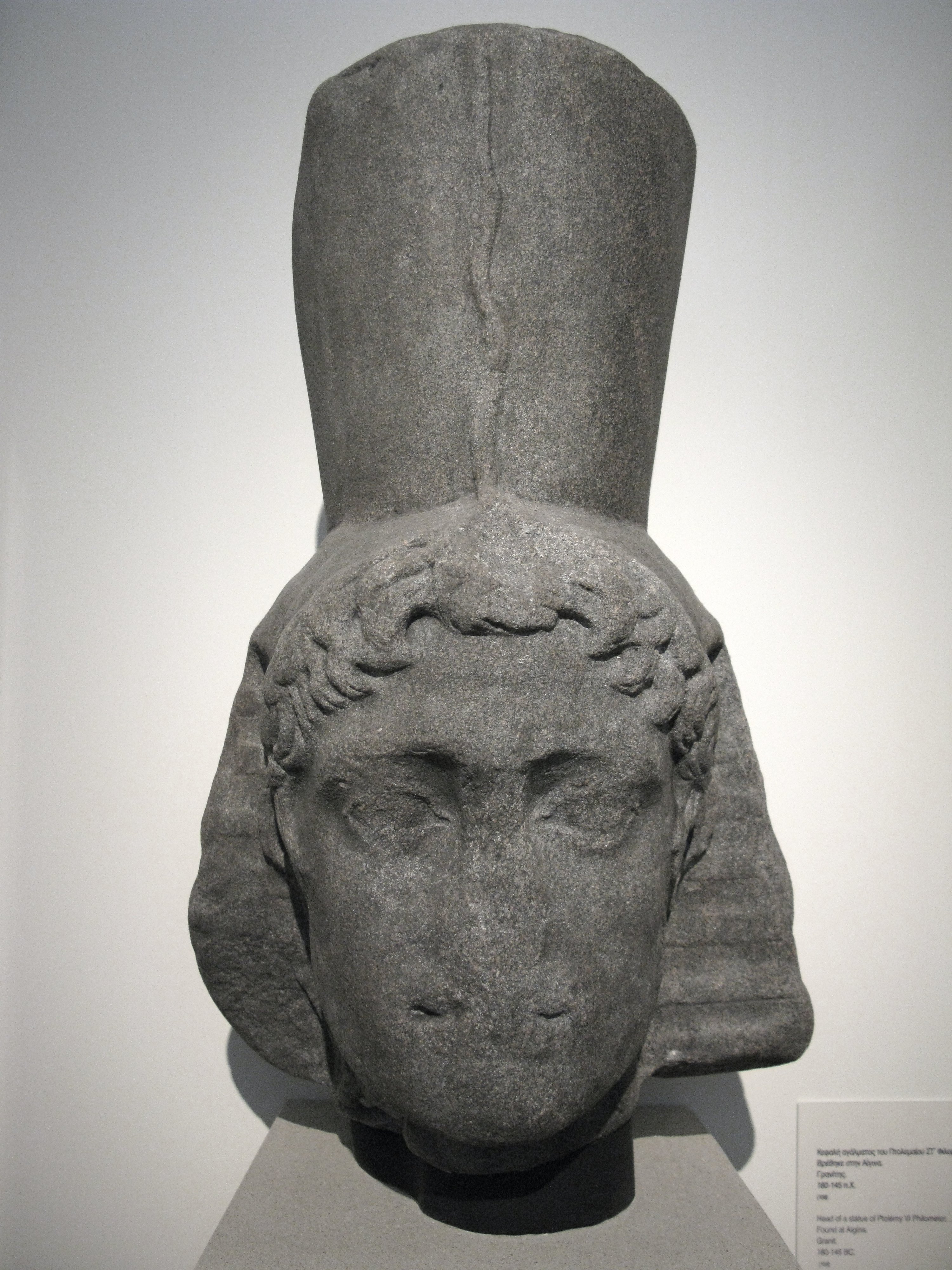
Testa in granito di Tolomeo VI Filometore (Museo archeologico nazionale, Atene)

Quando Antioco lasciò l'Egitto nel 168 a.C. a causa delle minacce di Roma e di gravi disordini a Gerusalemme, lasciando un Tolomeo a Menfi e l'altro ad Alessandria, il giovane Evergete accondiscese a governare congiuntamente a Tolomeo Filometore e Cleopatra II, sorella dei due e sposa del Filometore. La mediazione di Cleopatra II fu fondamentale per la formazione di tale specie di diarchia, che tuttavia diede presto adito a intrighi e diverbi che spinsero Filometore a recarsi a Roma nell'ottobre del 164 a.C. per comparire davanti al Senato, il quale era disposto a favorire una soluzione. Tuttavia, le zone sottoposte al solo Tolomeo Evergete non furono soddisfatte degli sviluppi, e nel maggio del 163 a.C. decisero di alterare la partizione originale di cinque anni prima. A Tolomeo VIII Evergete andò la Cirenaica.
Nonostante l'accomodamento sia durato sino alla morte del Filometore, avvenuta nel 145 a.C., ciò non pose fine alle lotte di potere che funestarono la dinastia.

### La questione di Cipro

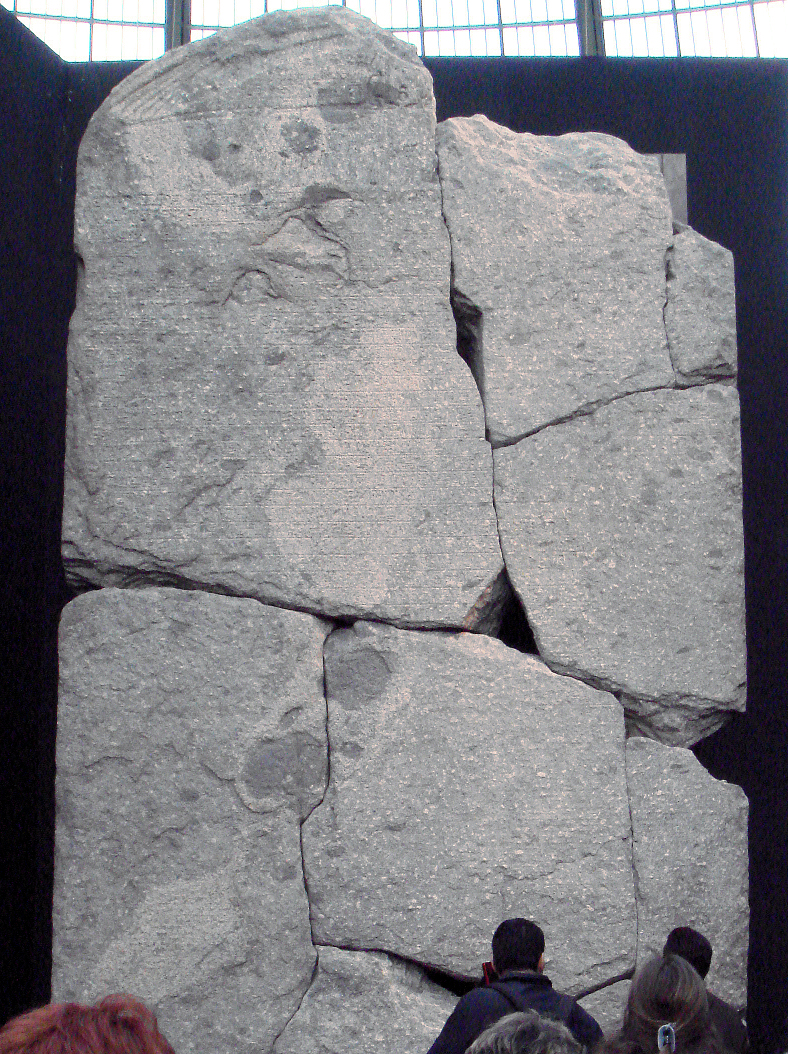
Gigantesca stele attribuita a Tolomeo VIII Evergete II, che glorifica il suo regno e descrive il suo zelo verso le divinità egizie. Il monumento è bilingue: in geroglifici egizi e greco.

L'Evergete convinse il Senato romano ad appoggiare le sue pretese su Cipro, ma Tolomeo Filometore si oppose. Il tentativo dell'Evergete di conquistare l'isola fallì (161 a.C.) e il Senato espulse gli ambasciatori di Tolomeo VI.

#### L'attentato
Nel 156 o 155 a.C. Tolomeo VI tentò di far assassinare il fratello, ma fallì; l'Evergete si recò allora a Roma a mostrare le cicatrici a riprova dell'attentato subìto. Nonostante l'opposizione del potentissimo Marco Porcio Catone, sostenitore di Tolomeo VI, la classe dirigente romana risolse di sostenere ancora l'Evergete per la questione di Cipro. Durante questo soggiorno a Roma, Tolomeo Evergete chiese la mano di Cornelia Africana; lei rifiutò.
Anche il secondo tentativo di prendere Cipro fallì. Tolomeo VI catturò il fratello ma lo risparmiò, offrendogli addirittura la mano della figlia Cleopatra Tea, e rispedendo la coppia nella Cirenaica.

### Matrimonio con Cleopatra II

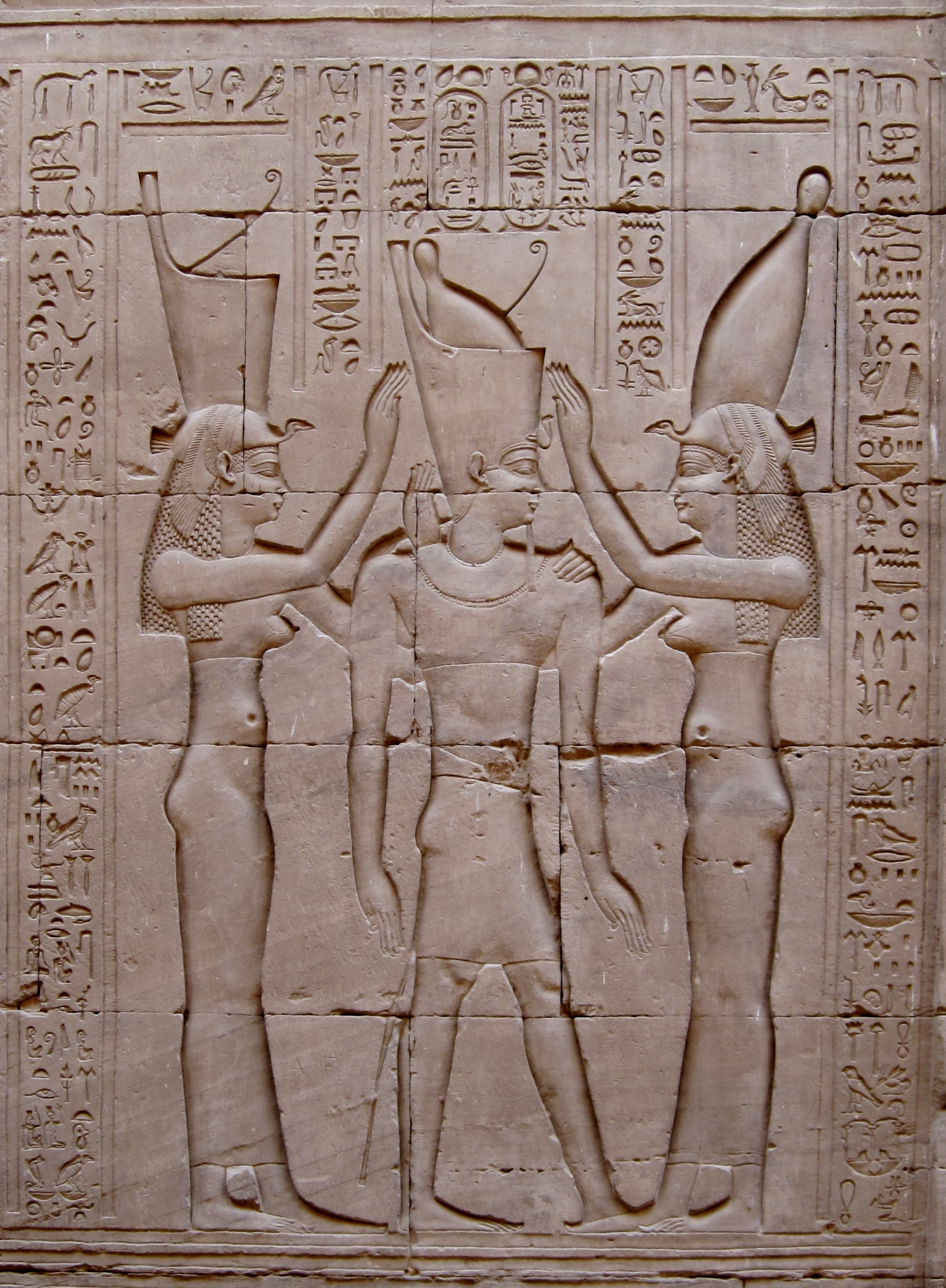
Rilievo raffigurante Tolomeo VIII incoronato dalle dee Uadjet (dea dell'Alto Egitto) e Nekhbet (dea del Basso Egitto), 130 a.C. ca. (Tempio di Horus, Edfu)

Quando Tolomeo VI Filometore morì durante una campagna militare, nel 146 a.C., ad Alessandria Cleopatra II proclamò subito proprio figlio Tolomeo VII faraone d'Egitto; non aveva ancora 10 anni. L'Evergete, tornando dalla campagna, propose a Cleopatra II di sposarlo e di costituire una nuova diarchia col giovane Tolomeo VII. Lei accettò entrambe le cose. Tolomeo Evergete fece assassinare Tolomeo VII durante il banchetto di nozze e si proclamò unico faraone col nome di Tolomeo VIII Evergete II (nome che si rifaceva volutamente all'antenato Tolomeo III Evergete). Era il 145 a.C.
Un anno prima, l'Evergete si era vendicato con purghe ed espulsioni dei moltissimi intellettuali di Alessandria - della Biblioteca e del Museo - rei di averlo osteggiato quando era in vita Tolomeo VI: fra questi, Aristarco di Samotracia, Apollodoro di Atene e Dionisio Trace.
(Mènecle di Barce, storico del II secolo a.C.)

Tolomeo VIII sedusse e prese in moglie Cleopatra III (figlia di sua moglie), senza divorziare da Cleopatra II, la quale si infuriò molto. Alcuni ipotizzano che il sovrano abbia sposato Cleopatra II solo per poter attendere che la figlia di lei raggiungesse l'età da marito. Nel 132 o 131 a.C. il popolo di Alessandria insorse e appiccò il fuoco al palazzo reale. Il faraone, Cleopatra III e i loro figli fuggirono a Cipro mentre Cleopatra II acclamava re il loro figlio dodicenne, Tolomeo Menfite. Tolomeo VIII riuscì a impossessarsi del ragazzo: lo uccise e ne mandò il corpo smembrato a Cleopatra II.
In quel periodo Tolomeo VIII si inimicò, inoltre, la folta popolazione giudaica in Egitto. Secondo Flavio Giuseppe molti ebrei furono messi a morte ad Alessandria durante il suo regno a causa del supporto che la comunità ebraica aveva dato a Cleopatra II: i condannati furono orribilmente giustiziati utilizzando elefanti intossicati, che li schiacciarono a morte. 
Questo episodio diede forse vita al racconto del Terzo Libro dei Maccabei, nel quale il faraone Tolomeo IV cerca di far giustiziare gli ebrei egiziani in un ippodromo, usando appunto degli elefanti appositamente drogati per l'occasione.

### La guerra civile

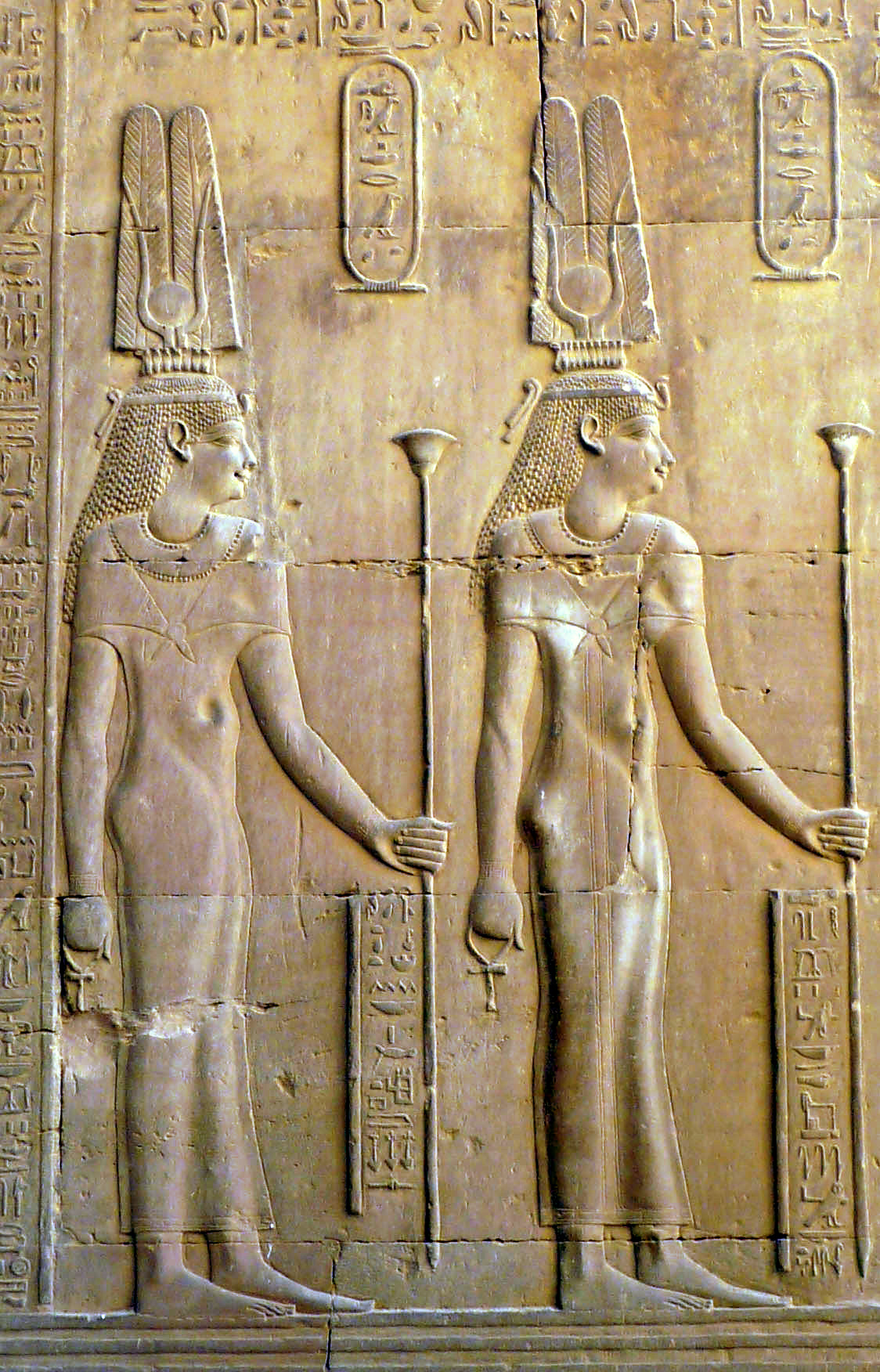
Rilievo raffigurante Cleopatra II (a destra) e Cleopatra III (a sinistra), le due mogli di Tolomeo VIII (tempio di Sobek, Kôm Ombo)

Nonostante l'intervento mediatore di Roma, l'Egitto fu funestato da una lotta dinastica tra Tolomeo VIII e la sorella. Lo scontro pose la città di Alessandria contro il resto del Paese, che sosteneva il faraone Tolomeo VIII. Sempre più disperata, Cleopatra II offrì il trono delle Due Terre al re dei Seleucidi Demetrio II Nicatore, ma le forze di quest'ultimo non riuscirono ad andare oltre Pelusio, nell'estremo est del Delta del Nilo. Nel 127 a.C. Cleopatra II fuggì in Siria. Alessandria resistette per un altro anno. Dopo ulteriori manovre politiche, Cleopatra II tornò in Egitto nel 124 a.C., mentre Tolomeo VIII era ritornato da tempo. Seguì, nel 118 a.C., un formale decreto di amnistia per fermare l'ondata di rivolte e insurrezioni, ma non bastò a migliorare le relazioni fra la Dinastia e il Paese. I Romani furono costretti a intervenire nel 116 a.C.
Nel 124 a.C. Tolomeo aveva mandato la maggiore delle figlie avute da Cleopatra III, Trifena, in sposa ad Antioco VIII.
Tolomeo VIII Evergete II regnò con le due regine fino alla sua morte, avvenuta il 26 giugno 116 a.C. Lasciò il trono a Cleopatra III, da condividere col figlio che più preferisse. Lei scelse il figlio più giovane, Alessandro (Tolomeo X Alessandro I) perché regnasse con lei; ma il popolo si sollevò perché voleva il figlio più anziano, Sotere Latiro (Tolomeo IX), allora governatore di Cipro. La regina accettò riluttante, associandosi Tolomeo IX al trono.

## Storiografia e fama
Tolomeo VIII godette di pessima fama presso gli storici greci, che lo considerarono il peggiore di tutti i Tolomei; ciò potrebbe derivare dalle grandi attenzioni che Tolomeo VIII, sentendosi soprattutto faraone, aveva dedicato ai suoi sudditi egizi, cosa che contrariò i compatrioti greci. I suoi cartigli reali compaiono in tutti i maggiori templi dell'Egitto: Edfu, File, Kom Ombo, Esna e soprattutto nel grande complesso di Karnak. Inoltre il suo carattere vendicativo e spietato, insieme all'assassinio dei ragazzini Tolomeo VII e Tolomeo Menfite, gli valsero l'appellativo di Kakergétes (Κακεργέτης), ossia "Malfattore" (l'esatto opposto di Evergete, "Benefattore").

## Ascendenza
|              |            |                        | Genitori              |  |  | Nonni |  |  | Bisnonni   |  |  | Trisnonni  |  |
|              |            |                        |                       |  |  |       |  |  | Tolomeo IV |  |  | Tolomeo II |  |
|              |            |                        |                       |  |  |       |  |  | Tolomeo IV |  |  | Tolomeo II |  |
|              |            | Arsinoe I              |                       |  |  |       |  |  | Tolomeo IV |  |  |            |  |
| Tolomeo IV   |            |                        |                       |  |  |       |  |  | Tolomeo IV |  |  |            |  |
|              |            | Arsinoe III            | Magas di Cirene       |  |  |       |  |  |            |  |  |            |  |
|              |            | Arsinoe III            | Magas di Cirene       |  |  |       |  |  |            |  |  |            |  |
|              |            | Arsinoe III            | Apama II              |  |  |       |  |  |            |  |  |            |  |
| Tolomeo V    |            | Arsinoe III            |                       |  |  |       |  |  |            |  |  |            |  |
|              |            | Tolomeo III            | Tolomeo II            |  |  |       |  |  |            |  |  |            |  |
|              |            | Tolomeo III            | Tolomeo II            |  |  |       |  |  |            |  |  |            |  |
|              |            | Tolomeo III            | Arsinoe I             |  |  |       |  |  |            |  |  |            |  |
| Arsinoe III  |            | Tolomeo III            |                       |  |  |       |  |  |            |  |  |            |  |
|              |            | Berenice II            | Magas di Cirene       |  |  |       |  |  |            |  |  |            |  |
|              |            | Berenice II            | Magas di Cirene       |  |  |       |  |  |            |  |  |            |  |
|              |            | Berenice II            | Apama II              |  |  |       |  |  |            |  |  |            |  |
| Tolomeo VIII |            | Berenice II            |                       |  |  |       |  |  |            |  |  |            |  |
|              | Seleuco II | Antioco II             |                       |  |  |       |  |  |            |  |  |            |  |
|              | Seleuco II | Antioco II             |                       |  |  |       |  |  |            |  |  |            |  |
|              | Seleuco II | Laodice I              |                       |  |  |       |  |  |            |  |  |            |  |
| Antioco III  | Seleuco II |                        |                       |  |  |       |  |  |            |  |  |            |  |
|              |            | Laodice II             | Andromaco             |  |  |       |  |  |            |  |  |            |  |
|              |            | Laodice II             | Andromaco             |  |  |       |  |  |            |  |  |            |  |
|              |            | Laodice II             | …                     |  |  |       |  |  |            |  |  |            |  |
| Cleopatra I  |            | Laodice II             |                       |  |  |       |  |  |            |  |  |            |  |
|              |            | Mitridate II del Ponto | Ariobarzane del Ponto |  |  |       |  |  |            |  |  |            |  |
|              |            | Mitridate II del Ponto | Ariobarzane del Ponto |  |  |       |  |  |            |  |  |            |  |
|              |            | Mitridate II del Ponto | …                     |  |  |       |  |  |            |  |  |            |  |
| Laodice III  |            | Mitridate II del Ponto |                       |  |  |       |  |  |            |  |  |            |  |
|              |            | Laodice                | Antioco II            |  |  |       |  |  |            |  |  |            |  |
|              |            | Laodice                | Antioco II            |  |  |       |  |  |            |  |  |            |  |
|              |            | Laodice                | Laodice I             |  |  |       |  |  |            |  |  |            |  |
|              |            | Laodice                |                       |  |  |       |  |  |            |  |  |            |  |